# RIT (rete televisiva)
La Rede Internacional de Televisão (RIT) è un canale televisivo brasiliano, di proprietà dell'Igreja Internacional da Graça de Deus, guidata attualmente dal missionario R. R. Soares. Il contenuto della sua programmazione è orientato a tutte le età, perché la stragrande maggioranza dei suoi programmi sono prodotti dalla stessa emittente. Il contenuto della TV è interdenominazionale, che è, rivolto al pubblico protestante in generale, indipendentemente dalla denominazione ed anche per il pubblico non protestante. I suoi programmi sono diversi, come programmi per bambini, culti, programmi musicali (video clip) e presentazioni in diretta e giornalistici.
L'emittente va in onda ogni giorno con programmi di dibattiti, servizi di pubblica utilità, giochi, e approfondimenti giornalistici, che possono essere acquisiti in Brasile attraverso le antenne paraboliche.
In Brasile la RIT ha 8 emittenti, più di 170 retrasmitrici e più di 120 milioni di telespettatori in tutti gli Stati brasiliani. Raggiunge il paese attraverso di sistemi di UHF e VHF (canale aperto), cavo e satellite, con una programmazione di 24 ore al giorno.
La sua missione è in piena fase d'espansione. Attraverso i satelliti Pas9 e AB1 fornisce il segnale per le Americhe, l'Europa, il Nordafrica e alcuni paesi del Medio Oriente.
Il canale trasmette in chiaro su Hot Bird ed anche sul sito Internet dell'emittente, www.rittv.com.br.

## L'inizio
La RIT iniziò nell'agosto 1999, puntando a un progetto di qualità per la televisione brasiliana, ma sorsero difficoltà, che col tempo vennero superate. Gradualmente la RIT prese a lanciare programmi che sono ancora oggi in onda come il "Movimento Jovem", "Consulta ao Doutor", "Zig Zag Show", tra altri.

## Espansione
La RIT cominciò a espandersi nell'inizio del 2002, configurandosi sempre più come una nuova rete nazionale. Fu collegata alla rete di satelliti Brasilsat, che è la più guardata in Brasile (con sette milioni di parabole), al pari degli altri grandi canali televisivi nazionali. Sempre nel 2002 vennero inaugurati i programmi "Vejam Só", "Jornal Toda Hora", Alla fine del 2002, fu acquistata la TV Dourados canale 05 di Dourados affinché una delle generatrici della RIT. La RIT crebbe molto in fretta. Nell'aprile 2004 aveva 30 emittenti e nel gennaio 2006 diventarono 70. Vennero lanciati nuovi fortunati programmi: "Fatos em Foco", "Noite com os Adoradores de Deus", "Especial Missões", "Clip RIT", ecc.